# Giuseppe Brentano
Giuseppe Brentano, né le 14 avril 1862 à Milan et mort le 31 décembre 1889 dans la même ville, est un architecte italien.

## Biographie
Le père de Giuseppe Brentano était architecte. En 1883, il s'inscrit à l'Istituto tecnico superiore (Politechnico) de Milan, où il étudie sous Camillo Boito et son assistant, Luca Beltrami. L'année suivante, il s'installe à Venise et remporte à Sienne le concours Gori-Ferroni, avec une proposition pour un palais d'exposition classique et une église de style médiéval.
En 1887, il obtient un diplôme en architecture. Parmi ses premiers projets figure une chapelle funéraire. Il a conçu l'église anglicane de Cadenabbia, en choisissant un style gothique. Il a également remporté un prix pour ses créations pour la façade du Dôme de Milan, au début du XIXe siècle à l'aide de plans principalement inspirés de ceux de Carlo Alberto Buzzi.
Giuseppe Brentano a beaucoup voyagé à travers l'Europe, visitant les édifices gothiques il a rencontré Friedrich von Schmidt à Vienne et le fils de Viollet-le-Duc, à Paris.
Il a présenté un deuxième plan révisé dans un deuxième concours et a été retenu pour le projet (1888). Une maquette en bois du projet, réalisé en collaboration avec Giovanni Brambilla est visible à la cathédrale de Milan.
Alors qu'il avait déjà commencé à commander du matériel pour la construction, son décès a conduit à l'abandon du projet. Les Milanais étant toujours opposés à la modernisation des éléments architecturaux de leur cathédrale médiévale, seuls les portails de bronze sur la façade réalisée par Ludovico Pogliaghi ont été réalisés,.

## Publication
- (it) Giuseppe Brentano: PER LA NUOVA FACCIATA del DUOMO di MILANO Ricordi, Milan, 1888, 62 pages